# Диденко, Борис Андреевич
Борис Андреевич Диденко (1943, Москва — 26 ноября 2014, там же) — российский прозаик и эссеист. Член Союза писателей России (1998), почётный член Славянской Общины Санкт-Петербурга (2004), профессор Международной Славянской Академии (МСА) наук, образования, искусств и культуры (2008). На основе оригинального прочтения идей Б. Ф. Поршнева разработал собственную антропологическую теорию (т. н. «видизм»). Автор сатирической прозы. В романах-памфлетах — продолжение темы «Истории одного города» М. Е. Салтыкова-Щедрина применительно к российской истории XX и начала XXI века.

## Биография
Родился в 1943 году в Москве. В 1967 году окончил Московский инженерно-физический институт
(МИФИ). Инженер-физик по специальности «Электроника и автоматика». Работал в области вычислительной техники. С 1990 года начал активную литературную деятельность, публикуясь в периодике и отдельными изданиями. Умер 26 ноября 2014 года.

## Антропологическая теория
Теория Б. А. Диденко (иногда называемая «теорией Поршнева—Диденко») предполагает, что человечество не является единым биологическим видом, а внутри него латентно существует несколько видов, слабо способных к скрещиванию и сформировавшихся на стадии проявления современного человечества. Различие данных видов было заложено коллизиями, связанными с практиковавшимся в первобытные времена каннибализмом, что привело к появлению
1. «суперанималов» — каннибалов
2. «суггесторов» — имитирующих каннибальское поведение
3. «диффузников» — являющихся обычной жертвой каннибализма и составляющих большинство человечества, и
4. «неоантропов» — способных противостоять суггестивному воздействию «хищных» видов благодаря развитым интеллектуальным способностям

Представители разных видов играют разные роли в социуме, господствующим видом в настоящее время являются суггесторы, которых отличает коварство и умение манипулировать сознанием других. Профессиональными антропологами теория никогда серьёзно не рассматривалась.

## Свидетельства влияния
Теория Б. А. Диденко широко обсуждалась в Интернете и прессе, в частности, в среде любителей фантастики. Так, повесть Бориса Руденко «Те, кто против нас» описывает сверхъестественные способности «неоантропов». Термины «суперанимал» и «суггестор» использованы в повестях фантаста Андрея Дашкова «Суперанимал» и «Дракон», изображающих предельно мрачное постапокалиптическое будущее. В конце новеллы писателя-фантаста Леонида Каганова «Эпос хищника» содержится благодарность «Борису Диденко — за полный бред». Как утверждал сам Диденко, офтальмолог и политический деятель Святослав Фёдоров «был горячим приверженцем поршневизма и видизма» и даже содействовал изданию трудов Диденко. В июне 1999 года на идеях теории Диденко было построено выступление Святослава Фёдорова на радиостанции «Народное радио».

## Избранная библиография
- Сумма антропологии : Кардинальная типология людей. — М.: б. и., 1993. — 62 с.
- Царь-Город. — М.: Издательство МП «Китеж», 1994. — 560 с.
- Цивилизация каннибалов : Человечество как оно есть. — М.: Издательство МП «Китеж», 1996. — 156 с. — ISBN 5-87282-074-7
  - Цивилизация каннибалов : Человечество как оно есть. — 2. изд., доп. — М., 1999. — 173 с. — ISBN 5-86208-019-6
- Хищная власть : Зоопсихология сильных мира сего : [Филос.-публицист. эссе, посвящ. проблеме зла, порождаемого власт. структурами]. — М.: Издательство ТОО «Поматур», 1997. — 125,[1] с. — ISBN 5-87282-076-3
- Хищная любовь : Сексуальность нелюдей. — М.: Издательство ТОО «Поматур», 1998. — 143 с. — ISBN 5-86208-017-1
- Хищное творчество : Этичес. отношения искусства к действительности. — М.: ФЭРИ-В, 2000. — 191 с. — ISBN 5-86208-032-5
- Царь-Город 13. — М.: ФЭРИ-В, 2001. — 240 c. — ISBN 5-94138-013-5
- Этическая антропология. Видизм (speciesism) : Новая концепция антропогенеза. — М.: ФЭРИ-В, 2003. — 553 с. — ISBN 5-94138-019-4
- (в соавт. с М. В. Бойковым) Что есть человек? Основной вопрос. — М.: Осознание, 2010. — 260, [1] с. — ISBN 978-5-98967-016-1

## Отклики и рецензии
- Даниленко В. П. Анимализация человека в гипотезе Поршнева-Диденко. // Глаголящая Либерея (http://www.liveinternet.ru/users/1758119/). — (недоступная ссылка) 31 Октября 2010
- Бойков М. В. Нет единого вида Homo sapiens, а есть суперанималы, суггесторы, диффузные и неоантропы. Концепция Б. ДИДЕНКО (по Поршневу). // https://web.archive.org/web/20160910095312/http://www.eifg.narod.ru/ — 9 апреля 2009
- Побокин М. Хищное лицо политики. // Вовремя.info. — 28 июля 2007
- Богомяков В. Г. Ласковая улыбка сибирского каннибала. // Владимир Богомяков, об авторе. Лаборатория бытийной ориентации. — 2002. — # 56 (2 августа)
- Островский Н. Н. Цивилизация каннибалов. Ответ Борису Диденко. // Портал Проза.ру. — 2011
- Пучков Д. Ю.. Борис Диденко. Этическая антропология. Видизм. // Тупичок Гоблина (Goblin). Переводы кино. Студия полный Пэ. Божья Искра. Синий Фил. — 31 мая 2003.
- Хищная власть и её жертвы
- Стародымов Н. А. Теория Поршнева-Диденко : Как человек вышел в люди. // Портал Проза.ру. — 4 марта 2010
- Писаренко Д. Мы — потомки каннибалов? // Аргументы и факты : газета. — 2010. — № 2 (10 января)